# دانیل کرمرز
دانیل کرمرز (انگلیسی: Daniel Cremers؛ زادهٔ ۱ ژانویهٔ ۱۹۷۱) دانشمند در زمینه بینایی رایانه‌ای  و از دانش آموختگان دانشگاه هایدلبرگ متولد فرایبورگ المان  است.